# L'Affaire du courrier de Lyon (film, 1937)
Pour plus de détails, voir Fiche technique et Distribution.
Pour les articles homonymes, voir L'Affaire du courrier de Lyon (homonymie).
L'Affaire du courrier de Lyon est un film français réalisé par Maurice Lehmann et Claude Autant-Lara, sorti en 1937, qui relate un fait divers survenu en 1796, l'Affaire du courrier de Lyon où un innocent Pierre Lesurques a été guillotiné avec trois bandits à la suite d'une erreur judiciaire commise par une justice trop hâtive qui a retrouvé ensuite le vrai complice qui fut aussi ensuite guillotiné.

## Synopsis
En 1796, la malle-poste de Paris à Lyon, qui transporte une importante somme d'argent, est attaquée par un groupe de quatre malfaiteurs. Ceux-ci volent l'argent et tuent le postillon. Des suspects sont arrêtés, dont le sosie de l'un des bandits qui malgré la défense de son épouse au procès n'échappe pas à la guillotine... Le film se termine par Une tête de trop. et Innocent. Je suis innocent crié par Pierre Lesurques avant que sa tête ne tombe.

## Fiche technique
- Titre : L'Affaire du courrier de Lyon
- Réalisation : Maurice Lehmann et Claude Autant-Lara son assistant.
- Scénario : Claude Autant-Lara, Jean Aurenche, d'après une pièce de Paul Siraudin et Louis-Mathurin Moreau
- Dialogues : Jacques Prévert
- Décors : Jacques Krauss
- Photographie : Michel Kelber
- Cameraman : Philippe Agostini
- Photographe de Plateau : Léo Mirkine
- Son : Robert Ivonnet
- Montage : Yvonne Beaugé
- Musique : Louis Beydts
- Production :  Maurice Lehmann
- Société de production : Productions Maurice Lehmann
- Société de distribution : Les Distributeurs Français
- Lieu du tournage : Studios Éclair à Épinay-sur-Seine
- Pays d'origine :  France
- Langue originale : français
- Format : Noir et blanc - 35 mm - 1,37:1 - Mono
- Genre : drame
- Durée : 102 minutes
- Date de sortie : France : 10 novembre 1937

## Distribution
- Pierre Blanchar : Pierre Lesurques et André Dubosc
- Dita Parlo : Mina Lesurques
- Sylvia Bataille : Madeleine Brebant
- Dorville : Choppart
- Jacques Copeau : le juge Daubenton
- Bernard Lorrain : le fils du juge
- Pierre Alcover : Durochat
- Andrex : l'avocat de Lesurques
- Marcel Duhamel : Guénot
- Charles Dullin : l'aveugle
- Louis Florencie : Jean Delafolie
- Michel François : l'enfant Lesurques
- Gilberte Géniat : la fille Sauton
- Jacqueline Jessus : la petite Lesurques
- Monique Joyce : Claudine
- Jean-Pierre Kérien : Bruer
- Lily Laub : Mme Tallien
- Palmyre Levasseur : la femme Grossetête
- André Noël : Excofon
- Jean Périer : Legrand
- Hélène Robert : Eugénie Dargence
- Philippe Rolla : l'accusateur public
- Jean Tissier : Courriol
- Jacques Varennes : Gohier, président du tribunal
- Florencie : Faugier

## Autour du film
- Trois autres versions muettes ont été réalisées : en 1904 par Alice Guy, en 1912 par Albert Capellani et en 1923 par Léon Poirier.